# Třeboňský rybník (Rožďalovice)
Třeboňský rybník je velký rybník o rozloze vodní plochy cca 3,4 ha ležící na Ledečském potoce v polích u železniční trati asi 1,0 km východně od městečka Rožďalovice v okrese Nymburk. Rybník má zhruba trojúhelníkový tvar o rozměrech cca 180 × 200 m. Hráz rybníka je přístupná po polní cestě odbočující ze silnice III. třídy č. 32327 spojující městečko Rožďalovice s obcí Chotěšice. Vlastní rybník je součástí ptačí oblasti Rožďalovické rybníky. 
Rybník je v majetku města Rožďalovice a je využíván pro chov ryb.

## Galerie

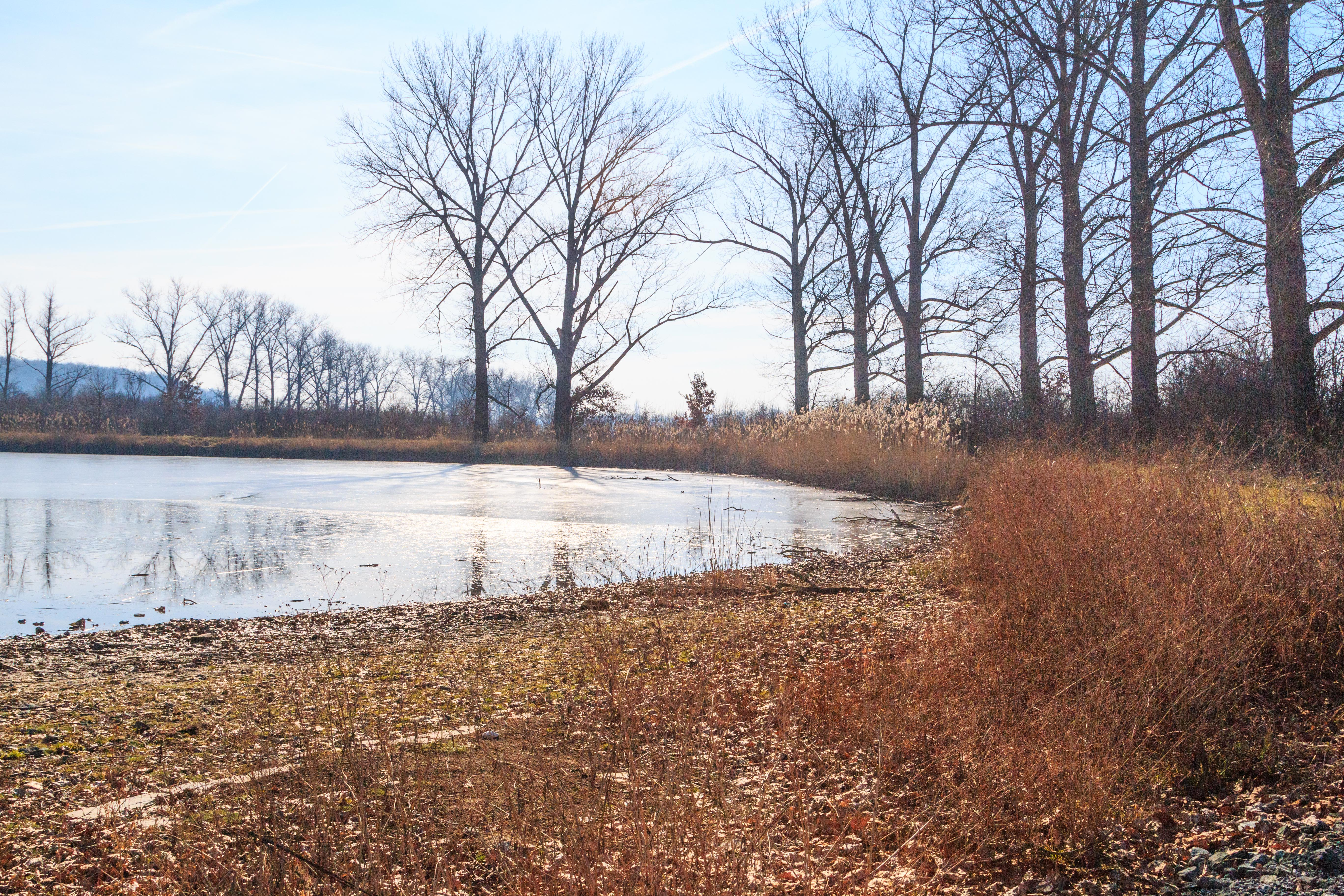
Pohled na Třeboňský rybník u Rožďalovic
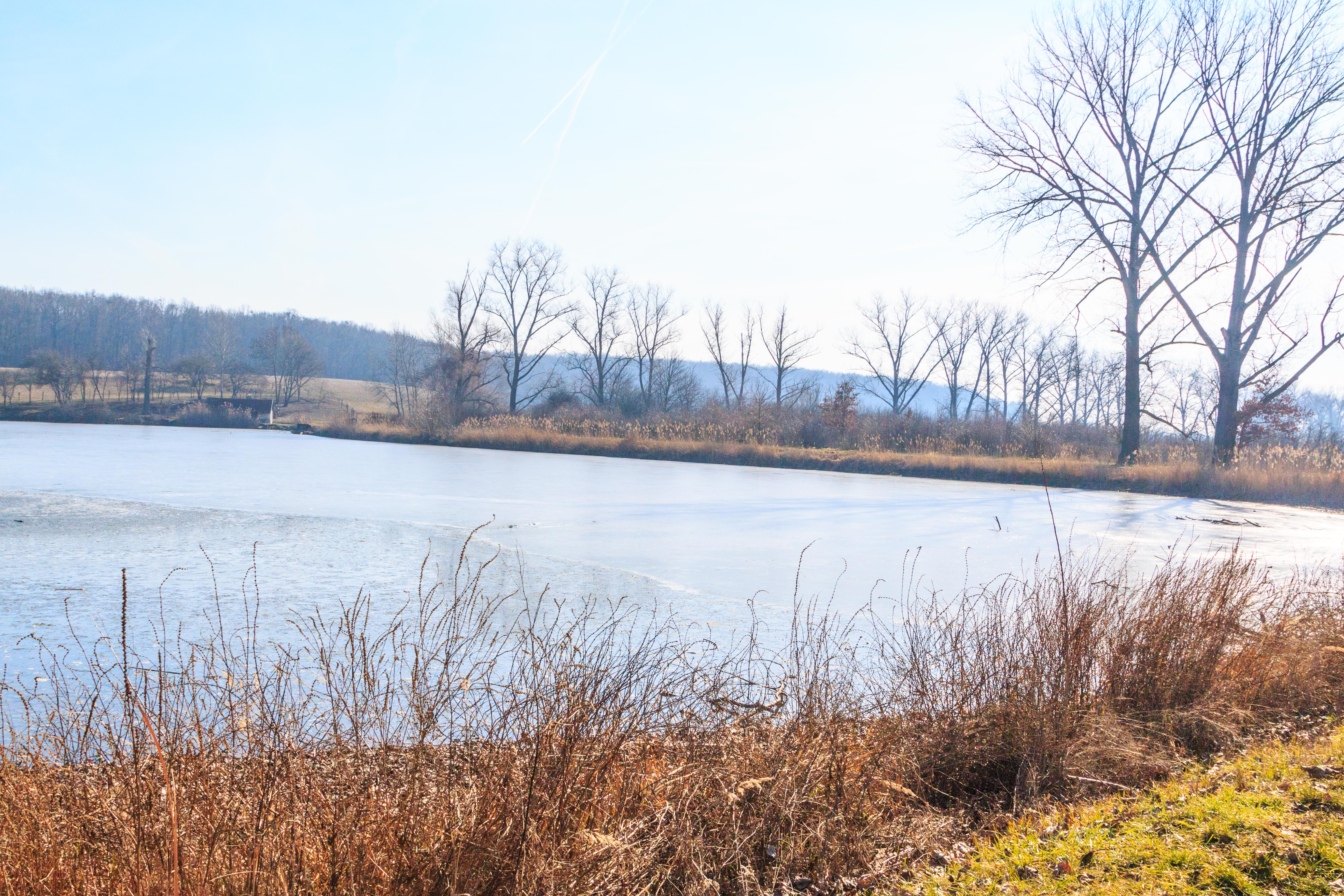
Pohled na Třeboňský rybník u Rožďalovic
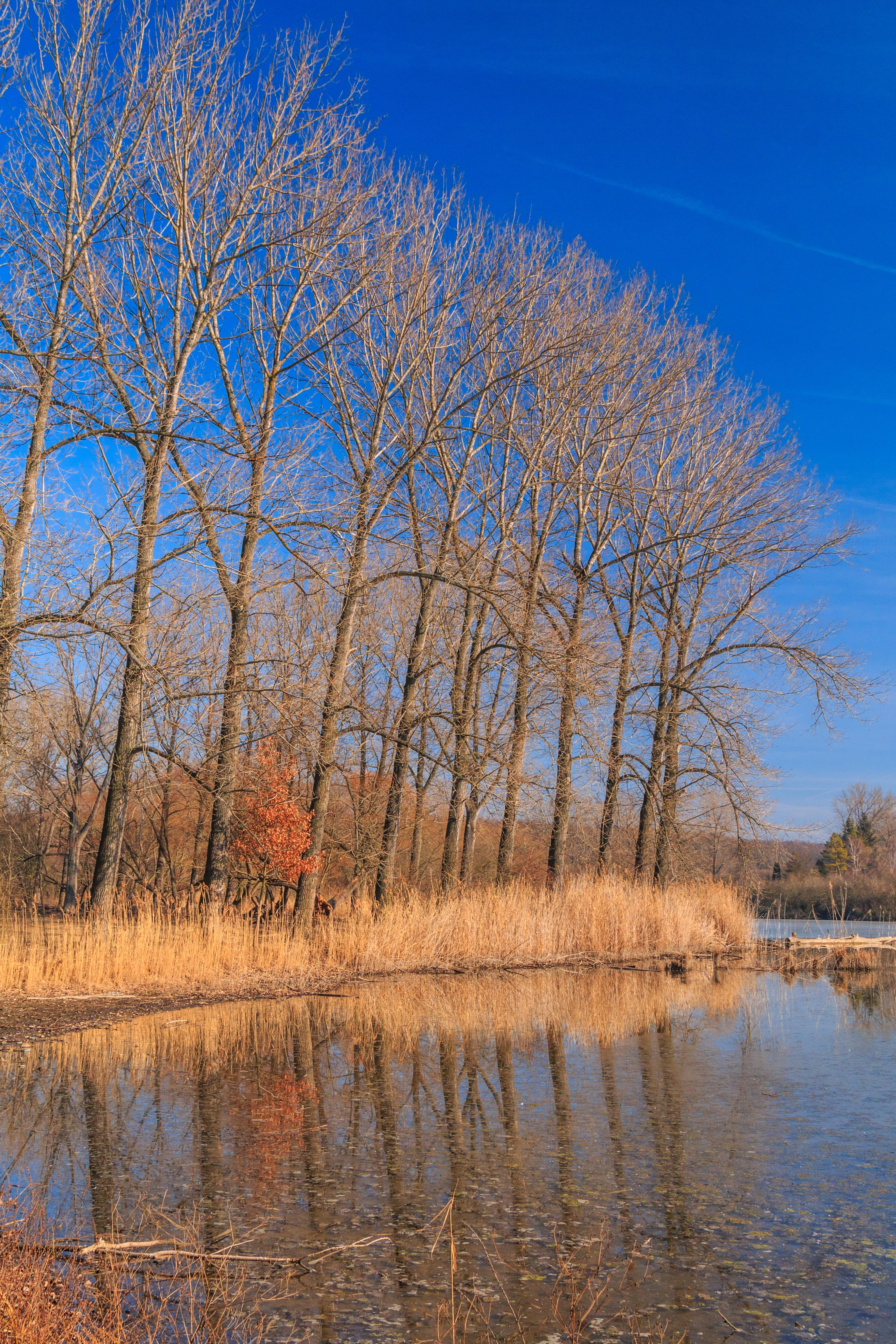
Pohled na Třeboňský rybník u Rožďalovic